# Eleição para governador do Utah em 2010
A eleição para governador do Utah em 2010 aconteceu no dia 2 de novembro de 2010. Esta é uma eleição especial para preencher o restante do mandato de Jon Huntsman. O Governador Jon Huntsman renunciou para se tornar embaixador dos Estados Unidos para a China. O Republicano Tenente-governador Gary Herbert assumiu o governo e estará concorrendo para a reeleição.